# Quinssaines
 Quinssaines  es una población y comuna francesa, situada en la región de Auvernia, departamento de Allier, en el distrito de Montluçon y cantón de Montluçon-Ouest.

## Demografía
| 700 | 715 | 770 | 1050 | 1071 | 1063 |
| Para los censos de 1962 a 1999 la población legal corresponde a la población sin duplicidades (Fuente: INSEE [Consultar]) |     |     |      |      |      |